# انگشت مورتون
انگشت مورتون (انگلیسی: Morton's toe) نام یکی از الگوهای ناحیه جلوی پا است که در آن انگشت دوم از انگشت شست پا (هالوکس) بلندتر است.
انگشت مورتون منجر به فشار اضافی بر روی سر دومین استخوان کف پا (پشت انگشت دوم در ناحیه بال پا) شده و دردی شبیه درد کف پا (Metatarsalgia) ایجاد می‌کند. فشار دائمی در حال راه رفتن و ایستادن بر روی این انگشت بلندتر قرار می‌گیرد و می‌تواند منجر به تشکیل پینه در زیر سر دومین استخوان کف پا شود.